# Octávio Trompowsky
Octávio Figueira Trompowsky de Almeida (Rio de Janeiro, 30 de novembro de 1897 — Rio de Janeiro, 26 de março de 1984) foi um enxadrista brasileiro, criador da Abertura Trompowsky, que já foi utilizada inclusive por Garry Kasparov, e Magnus Carlsen no mundial FIDE de 2016. Foi campeão brasileiro em 1939 e defendeu o Brasil em duas olimpíadas de enxadrismo. É autor do livro Partidas de Xadrez.
Trompowsky empatou com Alekhine na olimpíada de 1939, em Buenos Aires. Na última rodada, enfrentou Capablanca, sendo esta a última partida de torneio do mestre cubano.

## Biografia
Nascido no Rio de Janeiro em 1897, Trompowsky defendeu o Brasil em duas Olimpíadas, tendo inclusive enfrentado ambos Alekhine e Capablanca nas Olimpíadas de 1939, em Buenos Aires, chegando a empatar com o primeiro. Seu estilo de jogo era inovador e ele buscava fugir das teorias e repertórios tradicionais sempre que possível — daí a criação da abertura Trompowsky.
A variante foi usada pelo enxadrista pela primeira vez no mundial de Munique, em 1936, e hoje faz parte do repertório de vários GMs, incluindo o brasileiro Alexandr Fier, além de já ter sido usada até por Garry Kasparov. O brasileiro também é autor do livro “Partidas de Xadrez”.